# Theodore Roberts
Theodore Roberts (San Francisco, Estados Unidos 8 de octubre de 1861 - Los Ángeles, Estados Unidos 14 de diciembre de 1928) fue un actor estadounidense con larga trayectoria en el mundo del cine mudo famoso por su papel de Moisés en la película The Ten Commandments del distinguido director Cecil B. DeMille. Inició su carrera en 1914 hasta 1928. Roberts falleció en 1928 a los 67 años en Los Ángeles. Trabajó con innumerables estrellas de los años 20, James Neill y Charles de Rochefort entre otros.